# Parti fasciste révolutionnaire
Pour les articles homonymes, voir PFR et Parti fasciste.
Le Parti fasciste révolutionnaire (PFR) est un parti politique français collaborationniste de la Seconde Guerre mondiale créé par Pierre Winter, membre du parti Le Faisceau, resté fidèle à l’Italie fasciste.

## Fondateurs
Les principaux adhérents sont : Étienne d'Eaubonne, Philippe Lamour, secrétaire de l'organisation, Maurice de Barral (haut fonctionnaire, militant des mouvements d’anciens combattants, mutualistes, compagnon de route du PCF sous la IVe République et dirigeant de l'Union progressiste et de Démocratie combattante). Le journal du PFR s'intitulait La Révolution fasciste.

## Déroulement
Après la dissolution par Valois du Faisceau en 1928, Philippe Lamour refuse de suivre Valois et Arthuys au Parti républicain syndicaliste. Il adhère au Parti fasciste révolutionnaire, dont il devient secrétaire de l'organisation. Il participe alors à la traduction de Mein Kampf dans le but d’informer les français sur la menace que constitue le nazisme et intente à cette occasion un procès à Adolf Hitler qui avait manifesté son mécontentement à l'encontre de sa traduction. Il fonde la revue d'avant-garde Plans en 1930, avec des intellectuels comme Le Corbusier ou Fernand Léger. Il élabore une théorie politique appelé planisme, qui influence la Quatrième République ainsi que la cinquième, où il défend le modernisme et prône dès 1931 une politique énergique et belliqueuse contre l'hitlérisme. Germanophobe, il s'enthousiasme en revanche de la poussée nationaliste-socialiste, censée régénérer la civilisation européenne, et anime une série de conférences ayant pour sujet « La révolution allemande est commencée ».